# Leptotarsus (Macromastix) binnaburrae
Leptotarsus (Macromastix) binnaburrae is een tweevleugelige uit de familie langpootmuggen (Tipulidae). De soort komt voor in het Australaziatisch gebied.